# Parafia św. Ojca Pio z Pietrelciny we Wrocławiu
Parafia św. Ojca Pio z Pietrelciny we Wrocławiu znajduje się w dekanacie Wrocław Krzyki w archidiecezji wrocławskiej.
Proboszczem parafii jest ksiądz dr Piotr Janusz. Erygowana w 2007.

## Obszar parafii
Parafia obejmuje ulice:* we Wrocławiu - Agrestowa (nr. nieparz. 103-145), Husarska, Jagodowa, Kawalerzystów, gen. Maczka, Obrońców Poczty Gdańskiej (nr. nieparz. 5-17), Ołtaszyńska (nr. parz. 72-136, nieparz. 73-105), Poziomkowa, Truskawkowa, Szwoleżerska, Zwycięska;* w  Wysokiej -  Bajeczna, Biedronki, Bratnia, Brzozowa, Chabrowa (nr. 1-99, 2-8), Cisowa, Cztery Podkowy, Działkowa, Fiołkowa, Irysowa, Jasna, Jaśminowa, Jaworowa, Kolorowa, Konna, Łagodna, Malownicza, Miodowa, Motylkowa, Nastrojowa, Ogrodowa, Pogodna, Radosna, Różana, Sezamkowa, Trzmielowa, Wiosenna.